# Sojourn

Sojourn est un comics publié par CrossGen, scénarisé par Ron Marz (en) et dessiné par Greg Land, qui dura 35 épisodes incluant Sojourn Prequel.
- scénario : Ron Marz (prequel, #1-10)
- dessin : Greg Land (prequel, #1-6, 8-10), Stuart Immonen (#7)
- encrage : Drew Geraci (prequel, #1-6), John Dell (#6-10)
- couleurs : Caesar Rodriguez (prequel, #1-6, 8), Andrew Crossley (#7,9-10)

## Synopsis
La série met en scène un monde d’héroïc-fantasy habité par cinq races réparties en cinq provinces. Il y a longtemps, Mordath, un conquérant sans pitié, réussit à conquérir ces provinces à la tête des armées Trolls. Mais les autres peuples, unis par le mystérieux Ayden finirent par le vaincre.
Ressuscité et marqué du Sigil, il conquiert à nouveau les 5 Provinces. Pour venger sa famille, une femme baptisée Arwyn entreprend de tuer Mordath. Avec son chien Kreeg, et l’archer Gareth, elle doit rassembler les morceaux dispersés dans les Provinces de la flèche qu’utilisa Ayden pour tuer Mordath, morceaux. Alors seulement Ayden est supposé revenir sauver les Provinces. Cette quête qui lui est assignée par Neven, une représentante de la puissance à l’origine de la marque du sigil, qui lui confie pour l'aider le puissant arc d'Ayden.

## Publications
Le Prequel et les numéros 1-10 de la série ont été traduits en France dans les numéros 1 à 11 de la revue Crossgen Universe de Semic qui s'arrêtera faute de succès.
Semic publia aussi un album librairie regroupant le Prequel et les trois premiers épisodes. Un deuxième tome reprit les n° 4, 5, 6 et 7.

## Liens
- (fr) Sojourn sur Comics VF